# Charles Baton
Charles Baton (1700-1758) fou un músic francès, conegut com el Jove.
Destacà com a concertista de viola o viella, en el que introduí algunes encertades modificacions, especialment la de donar més extensió al claviller que va descriure a El Mercure (1857) i defensà la música francesa dels atacs que li dirigia Rousseau, escrivint el fullet Examen de la lettre de M. Rousseau sur la musique française (París, 1754).
Entre les seves composicions figuren duos per a dos violes i Suites pour deux vielles, musettes. etc. (París, 1733).
El seu germà Henri Baton (finals segle XVII-1728) conegut per el Gran, que fou un notable concertista de dolçaina, instrument pel qual publicà tres col·leccions de sonates i dos de duos.